# غونار نيلسون
غونار نيلسون (بالسويدية: Gunnar "Silver-Gunnar" Nilsson)‏ (23 مارس 1923 – 13 مايو 2005) هو ملاكم سويدي راحل، مثّل بلاده في الألعاب الأولمبية الصيفية 1948.

## روابط خارجية
غونار نيلسون على موقع بوكس ريك (الإنجليزية) (registration required)
- غونار نيلسون على موقع أوليمبيديا (الإنجليزية)
- غونار نيلسون على موقع اللجنة الأولمبية السويدية (السويدية)